# کارلوس الازراکی
 کارلوس الازراکی  (انگلیسی: Carlos Alazraqui؛ زاده ۲۰ ژوئیهٔ ۱۹۶۲) یک هنرپیشه و صداپیشه اهل ایالات متحده آمریکا است.

## گزیده فعالیت
فهرست برخی از بازی‌ها، سریال‌ها و فیلم‌هایی که کارلوس الازراکی در آنها به صداپیشگی پرداخته یا بازی کرده است:

### فیلم‌ها
- بتمن: زیر شنل قرمز
- زندگی یک حشره
- گربه‌ها و سگ‌ها: انتقام از کیتی گالور
- در جستجوی نمو
- پرندگان آزاد
- خوش‌قدم
- خوش قدم ۲
- قصر متحرک هاول
- من آن صدا را می‌شناسم
- درون و بیرون
- دانشگاه هیولاها
- لیگ عدالت: فاجعه در دو زمین
- جیمی نوترون: پسر نابغه
- هواپیماها
- پونیو روی صخره کنار دریا
- رنو ۹۱۱: میامی
- آواز
- فیلم پرندگان خشمگین
- کتاب زندگی
- داستان اسباب‌بازی ۳
- فیلم باب اسفنجی: اسفنج بیرون از آب
- فیلم باب‌اسفنجی شلوار مکعبی
- وال-ئی
- زوتوپیا

### سریال‌ها
- بابای آمریکایی!
- یاکو و واکو
- آرتور
- آواتار: آخرین بادافزار
- دینامیت سیاه (مجموعه تلویزیونی)
- بریکلبری
- دنی فانتوم
- گربه‌سگ
- مرد خانواده
- آبشار جاذبه
- پادشاه تپه
- فینیس و فرب
- پینکی و برین
- ریک و مورتی
- راگرتز
- ماجراجویی‌های جیمی نوترون: پسر نابغه
- باب‌اسفنجی شلوارمکعبی
- والدین نسبتاً عجیب و غریب
- افسانه کورا
- نمایش لونی تونز
- فلپ‌جک
- جین باکره
- سی‌اس‌آی
- استخوان‌ها

### بازی‌ها
- بتمن: شهر آرکهام
- ندای خوآرز: غرق در خون
- کراش: ذهن جهش‌یافته
- بتمن: ریشه‌های آرکهام
- بتمن: شوالیه آرکهام